# ایستچرچ
ایستچرچ (به انگلیسی: Eastchurch) یک روستا و محله مدنی در بریتانیا است که در Swale واقع شده‌است. ایستچرچ ۳٬۰۲۲ نفر جمعیت دارد.